# Alsou
Alsou Ralifovna Abramova (tatarski:Алсу Рәлиф кызы Абрамова,Alsu Rälif qızı Abramova, ruski:Алсу́ Рали́фовна Абрамова, Alsou, 27. lipnja 1983., Bugulma, Tatarstan, SSSR) je popularna ruska pjevačica. Nastupala je na Euroviziji 2000. gdje je završila druga, nakon čega je postala popularna u Europi, te je vodila Euroviziju 2009.

## Biografija

### Rani život
Alsou je rođena u Bugulmi, Tatarstan. Otac joj se zove Ralif Rafilovich Safin. On je ruski političar, tajkun i vlasnik sočijskog nogometnog kluba Tajkun. 2004. je prema magazinu Forbes bio jedan od 100 najbogatijih Rusa. Majka joj je bila arhitektica. Ima mlađeg brata Renarda, i starijeg brata Marata (nije tenisač Marat Safin). Alsou pripada etničkoj grupi Tatara.
Kada je imala jednu godinu, obitelj je preselila iz Tatarstana u Sibir. Do osme godine je ondje živjela s bakom i djedom. U petoj godini je počela pohađati satove klavira u privatnoj glazbenoj školi. Kasnije s obitelji poslovno preselila u Moskvu. Nakon toga su preselili u New York i London gdje je počela pohađati privatni arhitektonski koledž. Tijekom života u Londonu je često pohađala Rusiju.
1998. na vjenčanju svoga brata Marata na rijeci Moskvi je svirala veliki klavir i pjevala pjesmu I Will Always Love You. Nakon tog privatnog nastupa njena obitelj ju je počela nagovarati na profesionalnu karijeru.
2006. se udala za milijunaša iz obitelji Gorskih Židova Yana Abramova, te s njime ima dvoje djece rođene 7. rujna 2006. u Los Angelesu, Kalifornija i 29. travnja 2008., a zovu se Safina i Mikella.

## Karijera
S 15 godina je počela raditi sa svojim menadžerom Valeriyem Belotserkovskiyem. 15. rujna 1999. je izdala svoj prvi album koji se zvao "Alsou" (ruski:"Алсу́"). Album je bio vrlo uspješan u Rusiji. Album je idala diskografska kuća Universal Music. 2000. je album prodan u više od 700.000 kopija.
2000. je izdala svoj prvi album na engleskom koji se također zvao "Alsou". Singl "Solo" s tog albuma je prošao na Euroviziju 2000. gdje je završila druga. Nakon toga je snimila duet s Enriqueom Iglesiasom koji se zvao "You're My #1". Nakon uspjeha na Euroviziji je doživjela veliki uspjeh u Rusiji.
Glavni singl s tog albuma, "Before You Love Me" također je doživio uspjeh, te je bio prvi na MTVevoj ljestvici. 2001. i 2002. su izdana reizdanja tog albuma s dva nova singla koji su se zvali "Osen" ("Autumn") i "Kogda Lubov Ko Mne Pridiot" ("When Love Comes To Me"). 2002. je započela turneju po bivšim sovjetskim državama, te je snimila dvije pjesme za ruski romantični film "Atlantida".
23. siječnja 2003. je izdala drugi ruski album koji se zvao "19". Album je dobio dobre kritike, te je prodan u više od 500.000 primjeraka. Nakon toga je bila nominirana za prvu nacionalnu nagradu "Muz-TV". Nakon toga je nenadano osvojila nagradu "Best Female Artist".
Nakon toga je gotovo četiri godine radila na drugom engleskom albumu koji se zvao "Inspired". Glavni singl, "Always On My Mind" je napisao Morten Schjolin. Video spot je snimljen 2004. 2005. je singl premijerno pušten na Capital FM-u, te je odmah izabran za singl tjedna. 2006. je snimila pjesmu "Miracles" s tada budućim mužem Yanom Abramovom.
31. ožujka 2008. je izdala svoj treći ruski album koji se zvao "Samoe Glavnoe" ("The Main Thing"). Te je godine također izdala album na tatarskom jeziku koji se zvao "Tugan Tel" / "Rodnaya Rech" ("The Native Speech"). Album je prošao dobro. 2009. je vodila finale Eurovizije s Ivanom Urgantom.

## Neglazbeni rad
2004. je glumila u engleskom horror filmu Spirit Trap s Billie Piper, Lukeom Mablyem, Emmaom Catherwood i Samom Troughtonom. Film je premijerno prikazan u kolovozu 2005. Redatelj filma je bio David Smith. Film nije doživio velik uspjeh, te je vrlo brzo izdan na DVD-u. Početkom 2006. je glumila u povijesnoj drami "Vivat, Anna!"

## Diskografija

### Albumi
- Алсу (1999.)
- Alsou (2001.)
- Мне приснилась осень (2002) – Drugo reizdanje prvog albuma
- 19 (2003.)
- Самое главное (2008.)
- Tugan Tel / Rodnaya Rech (2008.)
- Inspired (recorded 2002. – 2006.)

### Singlovi
- "Solo" (2000.)
- "You're My #1" (2000., s Enriqueom Iglesiasom)
- "Before You Love Me" (2001.)
- "He Loves Me" (2001.)
- "Run Right Out of Time" (2002.)
- "Always on My Mind" (2004.)
- "Miracles" (2006.)